# 22e cérémonie des Hong Kong Film Awards
La 22e cérémonie des Hong Kong Film Awards a eu lieu le 6 avril 2003.
Les films Infernal Affairs de Andrew Lau et Alan Mak et Hero de Zhang Yimou sont récompensés de sept prix chacun, mais Infernal Affairs reçoit des récompenses majeures (meilleur film, meilleur réalisateur, meilleur scénario, meilleur acteur pour Tony Leung Chiu-wai et meilleur acteur dans un second rôle pour Anthony Wong Chau-sang) alors que Hero reçoit des prix techniques,.

## Palmarès

### Meilleur film
- Infernal Affairs de Andrew Lau et Alan Mak
  - Golden Chicken de Samson Chiu
  - Hero de Zhang Yimou
  - Hollywood Hong Kong de Fruit Chan
  - Trois Histoires de l'au-delà (segment Going Home) de Peter Chan

### Meilleur réalisateur
- Andrew Lau et Alan Mak pour Infernal Affairs
  - Peter Chan pour Trois histoires de l'au-delà (segment Going Home)
  - Fruit Chan pour Hollywood Hong-Kong
  - Law Chi-Leung pour Inner Senses
  - Zhang Yimou pour Hero

### Meilleur acteur
- Tony Leung Chiu-wai pour Infernal Affairs
  - Leslie Cheung pour Inner Senses
  - Leon Lai pour Trois histoires de l'au-delà
  - Andy Lau pour Infernal Affairs
  - Tony Leung Ka-fai (Double Vision)

### Meilleure actrice
- Angelica Lee pour The Eye
  - Maggie Cheung pour Hero
  - Karena Lam pour Inner Senses
  - Sandra Ng pour Golden Chicken
  - Faye Wong pour Chinese Odyssey 2002

### Meilleur acteur dans un second rôle
- Anthony Wong Chau-sang pour Infernal Affairs
  - Chapman To pour Infernal Affairs
  - Eric Tsang pour Infernal Affairs
  - Anthony Wong Chau-sang pour Just One Look
  - Anthony Wong Chau-sang pour Princess D

### Meilleure actrice dans un second rôle
- Rene Liu pour Double Vision)
  - Crystal Tin Yui-Lei pour Golden Chicken
  - Cecilia Yip pour May and August
  - Eugenia Yuan Lai-Kei pour Trois histoires de l'au-delà (segment Going Home)
  - Zhang Ziyi pour Hero

### Meilleur scénario
- Felix Chong et Alan Mak pour Infernal Affairs
  - Li Feng , Zhang Yimou et Wang Bin pour Hero
  - Fruit Chan Gor pour Hollywood Hong Kong
  - Su Chao-Bin, Chen Kuo-Fu pour Double Vision
  - Jojo Hui, Matt Chow Hoi-Kwong pour Trois histoires de l'au-delà (segment Going Home)

### Meilleur nouvel espoir
- Eugenia Yuan Lai-Kei pour Trois histoires de l'au-delà (segment Going Home)
  - Barbara Wong Chun-Chun (The Runaway Pistol)
  - Wong Yau-Nam (Just One Look)
  - Wong Yau-Nam (Hollywood Hong Kong)
  - Kate Yeung (Demi-Haunted)

### Meilleure photographie
- Christopher Doyle pour Hero
  - Christopher Doyle pour Trois histoires de l'au-delà (segment Going Home)
  - Andrew Lau Wai-Keung, Lai Yiu-Fai pour Infernal Affairs
  - Peter Pau pour The Touch
  - Arthur Wong Ngok-Tai (Double Vision)

### Meilleur montage
- Danny Pang Fat, Pang Ching-Hei pour Infernal Affairs
  - Kwong Chi-Leung pour Trois histoires de l'au-delà (segment Going Home)
  - The Pang Brothers (The Eye)
  - Wen Ze-Ming (Double Vision)
  - Zhai Ru, Angie Lam (Hero)

### Meilleur direction artistique
- Huo Ting-Xiao, Yi Zhen-Zhou pour Hero
  - Tony Au Ting-Ping (Chinese Odyssey 2002)
  - Hai Chung-Man and Wong Bing-Yiu (Golden Chicken)
  - Tim Yip (Double Vision)
  - Hai Chung-Man (Three: Going Home)

### Meilleurs costumes
- Emi Wada (pour Hero
  - William Cheung Suk-Ping (Chinese Odyssey 2002)
  - Lee Pik-Kwan pour Infernal Affairs
  - Hai Chung-Man and Dora Ng Lei-Lo (Golden Chicken)
  - Jessie Dai (Hollywood Hong Kong)

### Meilleure chorégraphie d'action
- Ching Siu-Tung pour Hero
  - Philip Kwok Chun-Fung (The Touch)
  - Dion Lam Dik-On pour Infernal Affairs
  - Corey Yuen Kwai, Guo Jianyong (So Close)
  - Stephen Tung Wai (Princess D)

### Meilleure musique de film
- Tan Dun pour Hero
  - Cho Sung-Woo, Peter Kam Pui-Tak (Three: Going Home)
  - Frankie Chan Fan-Kei, Roel A. Garcia (Chinese Odyssey 2002)
  - Chu Hing-Cheung, Lam Wah-Cheun (Hollywood Hong Kong)
  - Chan Kwong-Wing pour Infernal Affairs

### Meilleure chanson
- "Infernal Affairs" (from Infernal Affairs)
  - Musique : Ronald Ng Lok-Sing
  - Lyrics : Lam Jik
  - Performer : Andy Lau Tak-Wah, Tony Leung Chiu-wai
- "Today Next Year" (from If U Care...)
  - Musique : Chan Siu-Ha
  - Lyrics : Lam Jik
  - Performer : Eason Chan Yik-Shun
- (from Hero)
  - Musique : Anthony Wong Yiu-Ming
  - Lyrics : Lam Jik
  - Performer : Faye Wong
- "I Fly" (from Princess D)
  - Musique : Jonathan Lee, Sakae Tetsuo
  - Lyrics : Jonathan Lee
  - Performer : Angelica Lee Sum-Kit
- "Will You" (from Visible Secret 2)
  - Musique : Eason Chan Yik-Shun
  - Lyrics : Lam Jik
  - Performer : Eason Chan Yik-Shun

### Meilleur son
- Tao Jing pour Hero
  - Tsang King-Cheung (Inner Senses)
  - Tsang King-Cheung pour Infernal Affairs
  - Sunit Asyinikul pour Trois histoires de l'au-delà (segment Going Home)
  - Sansab Team (The Eye)

### Meilleurs effets visuels
- Hero
  - Princess D
  - The Eye
  - Infernal Affairs
  - Double Vision

### Meilleur film asiatique
- My Sassy Girl ( Corée du Sud)
  - Big Shot's Funeral ( Chine)
  - Joint Security Area ( Corée du Sud)
  - I Not Stupid ( Singapour)
  - The Way Home ( Corée du Sud)

### Outstanding Young Director
- Law Chi-Leung (Inner Senses)

### "Professional Spirit" Award
- Walter Tso Tat-Wah
- Shih Kien